# Lina Khan
Lina M. Khan (nacida el 3 de marzo de 1989) es una académica jurídica estadounidense y presidenta de la Comisión Federal de Comercio. Mientras estudiaba en la Escuela de Derecho de Yale, se hizo conocida por su trabajo en derecho antimonopolio y de la competencia en los Estados Unidos. Fue nombrada por el presidente Joe Biden en la Comisión en marzo de 2021y ha trabajado desde junio de 2021. También es profesora asociada de derecho en la Facultad de Derecho de Columbia.

## Primeros años
Khan nació en Londres, Reino Unido el 3 de marzo de 1989 de padres paquistaníes. Khan se mudó con ellos a los Estados Unidos cuándo tenía 11 años. En 2010, se graduó del Williams College, donde escribió su tesis sobre Hannah Arendt. Durante su tiempo en Williams College, Khan se desempeñó como editora del periódico estudiantil.
Después de graduarse, se fue a trabajar a la New America Foundation, donde realizó investigaciones antimonopolio y escribió para Barry Lynn en el Programa de Mercados Abiertos. Lynn estaba buscando un investigador sin experiencia en economía y comenzó a criticar la consolidación del mercado con la ayuda de Khan. Obtuvo un Juris Doctor de la Escuela de Derecho de Yale en 2017, donde fue editora de presentaciones del Yale Journal on Regulation.

## Carrera académica
Khan investigó y publicó sobre temas de consolidación de mercado en la New America Foundation hasta 2014, cuando comenzó a asistir a la Escuela de Derecho de Yale. Mientras estuvo en Yale, Khan fue codirectora estudiantil de la Clínica de Litigios de Ejecución Hipotecaria de Yale, donde representó a propietarios de viviendas que estaban siendo ejecutados indebidamente por instituciones financieras. También pasó un verano trabajando en Gupta Wessler, una firma especializada en litigios de apelación de interés público y del lado de los demandantes.

### La paradoja antimonopolio de Amazon
En 2017, cuando aún era estudiante en la Facultad de Derecho de Yale, Khan saltó a la fama cuando el Yale Law Journal publicó su artículo "La paradoja antimonopolio de Amazon". El artículo tuvo un impacto significativo en los círculos legales y empresariales estadounidenses, y el New York Times lo describió como "reformular décadas de leyes de monopolio". En el artículo, Khan argumentó que el marco actual de la ley antimonopolio estadounidense, que se centra en mantener bajos los precios al consumidor, no puede tener en cuenta los efectos anticompetitivos de los modelos comerciales basados en plataformas como el de Amazon. El título del artículo de Khan era una referencia al libro de Robert Bork de 1978 The Antitrust Paradox, que estableció el estándar de bienestar del consumidor que Khan criticó. Propuso marcos alternativos para la política antimonopolio, que incluyen "restaurar los principios tradicionales de las políticas antimonopolio y de competencia o aplicar obligaciones y deberes de transporte común".
El artículo fue recibido con elogios y críticas. En septiembre de 2018, recibió 146,255 visitas, "un best-seller desbocado en el mundo de los tratados legales", según el New York Times. Joshua Wright, quien sirvió en la FTC de 2013 a 2015, se burló de su trabajo como "antimonopolio inconformista" y argumentó que "revelaba una profunda falta de comprensión del modelo de bienestar del consumidor y el marco de la regla de la razón". Herbert Hovenkamp, quien sirvió en las administraciones de Clinton y Obama, escribió que las afirmaciones de Khan son "técnicamente indisciplinadas, incontrolables e incluso incoherentes", y que su trabajo "nunca explica cómo un minorista no manufacturero como Amazon puede recuperar su inversión estableciendo precios por debajo de los costes si no es mediante el aumento posterior de los precios, e incluso discute que elevar los precios a niveles más altos alguna vez debe ser parte de la estrategia, lo que indica que se confunde depredación con inversión".

### Instituto de Mercados Abiertos y Escuela de Leyes de Columbia
Después de completar sus estudios, Khan trabajó como directora legal en el Open Markets Institute. El instituto se separó de New America después de que Khan y su equipo criticaran el poder de mercado de Google, lo que provocó la presión de Google, un financiador de New America. Durante su tiempo en OMI, Khan se reunió con la senadora Elizabeth Warren para discutir ideas de políticas antimonopólicas.
Khan se unió a la Facultad de Derecho de Columbia como becaria académica, donde realizó investigaciones y becas sobre derecho antimonopolio y política de competencia, especialmente en relación con las plataformas digitales. Publicó The Separation of Platforms and Commerce en Columbia Law Review, defendiendo las separaciones estructurales que prohíben a los intermediarios dominantes ingresar a líneas de negocios que los colocan en competencia directa con las empresas que dependen de sus redes. En julio de 2020, Khan se unió a la facultad de la escuela como profesora asociada de derecho.
Khan se ha descrito a sí misma como perteneciente al movimiento New Brandeis, un movimiento político que busca un resurgimiento en la aplicación de las leyes antimonopolio.

## Servicio público
En 2018, Khan trabajó como miembro legal en la Comisión Federal de Comercio en la oficina del comisionado Rohit Chopra. En 2019, Khan comenzó a trabajar como asesora del Subcomité de Derecho Antimonopolio, Comercial y Administrativo del Comité Judicial de la Cámara de Representantes, donde ha liderado la investigación del Congreso sobre mercados digitales.

### Presidenta de la Comisión Federal de Comercio (FTC)
El 22 de marzo de 2021, el presidente Joe Biden anunció que nominaba a Khan como comisionada de la Comisión Federal de Comercio. El 15 de junio de 2021, su nominación fue confirmada por el Senado por 69 votos contra 28. Khan fue confirmada con apoyo bipartidista, atribuido principalmente a que sus "influyentes puntos de vista anti-Amazon" fueron ampliamente reflejados por los miembros del Congreso. Luego, el presidente Biden la nombró presidenta de la FTC. Al asumir el cargo, Khan se convirtió en el tercer asiático-estadounidense en servir en la FTC, después de Dennis Yao (quien sirvió de 1991 a 1994) y su exjefe Rohit Chopra (ha servido desde 2018 hasta el presente).

#### Solicitud de recusación
Después de su nombramiento como presidente, tanto Amazon como Facebook presentaron peticiones ante la FTC con el objetivo de obtener su recusación de las investigaciones sobre dichas empresas, alegando que sus críticas pasadas a las mismas la incapacitaban para ser imparcial. Sin embargo, según la académica legal Eleanor Fox, el estándar de recusación es muy alto y es poco probable que Khan lo cumpla. La senadora Elizabeth Warren y otros partidarios de Khan argumentaron que las demandas de recusación representan un intento por parte de estas empresas de intimidar a Khan con el fin de restringir el escrutinio regulatorio.

## Premios y reconocimiento
Por La paradoja antimonopolio de Amazon, Khan ganó el premio de redacción antimonopolio por "Mejor artículo académico de conducta unilateral" en 2018, el premio Israel H. Peres de la Escuela de Derecho de Yale y el premio Michael Egger del Yale Law Journal.
En 2018, Politico describió a Khan como "un líder de una nueva escuela de pensamiento antimonopolio" como parte de su lista "Politico 50" de pensadores influyentes. La revista Nueva York dijo que era "indiscutiblemente la figura más poderosa de la vanguardia antimonopolio". También fue incluida como una de las "Pensadoras Globales" de Foreign Policy, las "50 Pensadoras Principales" de <i id="mwsA">Perspectiva</i>, WIRED25 de Wired, el National Journal 50, la lista de mujeres más influyentes de Washington, y las "Líderes de la Próxima Generación" de Time. Los comentarios de Khan se han publicado en The American Prospect, Quartz, Salon, y The New Republic.
La beca de Khan ha atraído una atención pública significativa en todo el mundo. Ha sido perfilada por The Washington Post, Washington Monthly, The Atlantic, The New York Times, Wired, The Financial Times, Time, Manager Magazin, El País, y Le Figaro.

### Obras en coautoría
- Teachout, Zephyr; Khan, Lina (2014). «Market Structure and Political Law: A Taxonomy of Power». Duke Journal of Constitutional Law & Public Policy 9 (1): 37-74.
- Gupta, Deepak; Khan, Lina (Spring 2017). «Arbitration as Wealth Transfer». Yale Law & Policy Review 35 (2): 499-520.
- Vaheesan, Sandeep; Khan, Lina (Spring 2017). «Market Power and Inequality: The Antitrust Counterrevolution and Its Discontents». Harvard Law & Policy Review 11 (1): 235-294.
- Pozen, David E.; Khan, Lina (December 2019). «A Skeptical View of Information Fiduciaries». Harvard Law Review 133 (2): 497-541.
- Chopra, Rohit; Khan, Lina (March 2020). «The Case for 'Unfair Methods of Competition' Rulemaking». University of Chicago Law Review 87 (2): 357-380.